# Sławomir Dunin-Borkowski
Sławomir Bronisław Dunin-Borkowski ps. „Jas”, „Jaskólski”, „Kicia”, „Kosowski”, „Maja”, „Mirko Borkowicz” (ur. 3 września 1909 w Łasku, zm. 6 listopada 1958 w sanatorium pod Monachium) – podporucznik czasu wojny Armii Krajowej i Polskich Sił Zbrojnych, kierownik podwydziału prasowego BIP, pracownik Rozgłośni Polskiej Radia Wolna Europa, pisarz. 

## Życiorys
Urodził się 3 września 1909 w rodzinie Bronisława oraz Marii z domu Kościńska. Uczęszczał od 1916 do Gimnazjum im. św. Stanisława Kostki w Warszawie, a następnie od 1925 do Gimnazjum Państwowego, im. Joachima Lelewela, a po jego ukończeniu, w maju 1929 otrzymał świadectwo dojrzałości. W 1918 w związku z trudnymi warunkami materialnymi po śmierci ojca został zmuszony do wcześniejszych prac zarobkowych, m.in. od 1929 był korektorem w firmie „Prasa Polska”. Od października 1929 studiował na Uniwersytecie Warszawskim na Wydziale Prawa, a od października 1931 na Wydziale Humanistycznym. Studiował także od października 1932 do kwietnia 1933 w Wyższej Szkole Dziennikarskiej. Studia te sam przerwał, ponieważ nie mógł ich pogodzić z pracą zarobkową. Pracował od stycznia 1931 jako dziennikarz. Początkowo był referentem działu kryminalnego w redakcji nowo powstałego pisma „Dzień Dobry”, a od końca roku również jako sekretarz redakcji. Później przez kilka lat był współredaktorem tego pisma, a w ostatnim okresie przed wojną pracował w redakcji dziennika „Express Poranny”. W 1930 komisja poborowa orzekła, że był zdolny do służby pospolitym ruszeniu bez broni. Był członkiem Klubu Sprawozdawców Wojskowych przy Wojskowym Instytucie Naukowo-Oświatowym. 
Podczas kampanii wrześniowej 1939, po ewakuacji redagował samodzielnie „Express Poranny”. Później uczestniczył w wydawaniu „Gazety Wspólnej”, która ukazywała się od 27 września do 9 października 1939. Wówczas został zatrzymany przez Niemców, a po czterech dniach pobytu w Alei Szucha osadzony na Serbii - żeńskim oddziale Pawiaka, ale z końcem roku zwolniony. Mieszkał w czasie okupacji przy ul. Szustra. 
Od początku 1940 w konspiracji i obok Tadeusza Orłowskiego był redaktorem pisma „Taternik”, które było wydawane do 1944 przez grupę członków Polskiego Towarzystwa Tatrzańskiego. Przed wojną działał w nim jako zapalony taternik. W listopadzie 1942 był zaprzysiężony w AK i w tymże miesiącu wszedł w skład tzw. Centralnej Redakcji Podwydziału „N” Biura Informacji i Propagandy KG AK. Po aresztowaniu Teofila Wrony „Składa” został redaktorem pisma „Die Ostwache”, a następnie w okresie styczeń - luty 1944 był również współredaktorem ostatnich numerów pism „Der Soldat” i „Frontkämpfer”. Był jednocześnie kierownikiem referatu prasowego Podwydziału Propagandy Mobilizacyjnej „Rój” BIP KG AK, a od sierpnia 1943 kierował również szkoleniem około 100 przyszłych korespondentów wojennych, tzw. Prasowych Sprawozdawców Wojennych (PSW). 
Właśnie jemu od tego roku podlegały kontakty z Kedywem KG AK, podjęte celem propagandowego wykorzystywania jego akcji zbrojnych. Między innymi z Tadeuszem Zawadzkim „Zośka” i Janem Piwnikiem „Ponury” brał udział w spotkaniach, a na podstawie uzyskanych wówczas informacji pisał następnie reportaże poświęcone tym akcjom. Zadebiutował artykułem Apel poległych („Młodzież”, 1940, nr 6) na łamach wydawanej prasy konspiracyjnej. W latach 1943–1944, autor i współautor wielu reportaży, które były drukowane w wielu pismach konspiracyjnych, m.in. w „Biuletynie Informacyjnym”, „Demokracie”, „Dniu Warszawy”, „Drużynie”, „Dziś i Jutro”, „Na Posterunku”, „Przeglądzie Polskim”, „Tygodniu”, „Wolnej Polsce”, „Żołnierzu Polskim”, a przedrukowywanych także w pismach polskich na obczyźnie. 
Podcczas Powstania Warszawskiego był szefem Biura Prasowego Wydziału Propagandy BIP KG AK. Napływające do niego od poszczególnych PSW reportaże przesyłane były przez niego do redakcji pism powstańczych oraz do Departamentu Informacji i Prasy Delegatury Rządu RP na Kraj. Po kapitulacji oddziałów powstańczych przebywał w Oflagu II D Gross-Born, a kiedy został uwolniony przez oddziały brytyjskie pracował w dziale prasowym 1 Dywizji Pancernej, redagując pismo „Defilada”. Przeniesiony został we wrześniu 1947 do Wielkiej Brytanii, gdzie przebywał w obozie Polskiego Korpusu Przysposobienia i Rozmieszczenia. Po zdemobilizowaniu w 1948 pracował w Londynie w wytwórni ciastek. Pisywał wówczas pod pseudonimem „Doonean” broszurki sensacyjno–kryminalne, które wydawano w Brukseli. Pracował w Rozgłośni Polskiej Radia Wolna Europa od momentu jej powołania aż do śmierci. 
Zmarł 6 listopada 1958 w sanatorium pod Monachium i został pochowany na tamtejszym Cmentarzu Północnym.

## Ordery i odznaczenia
- Srebrny Krzyż Zasługi z Mieczami – wrzesień 1944

## Powieści
- Szajka Biedronki, 1932 (wznowiona 2016; napisana razem z Markiem Romańskim)
- Akcje ATN, 1932 (wznowiona 2016; napisana razem z Markiem Romańskim)